# Gare de Karuizawa
La gare de Karuizawa (軽井沢駅, Karuizawa-eki) est une gare ferroviaire de la ville de Karuizawa, dans la préfecture de Nagano au Japon. Elle est exploitée conjointement par la JR East et la compagnie privée Shinano Railway.

## Situation ferroviaire
Gare d'échange, la gare de Karuizawa est située au point kilométrique (PK) 41,8 de la ligne Shinkansen Hokuriku et marque le début de la ligne Shinano Railway.

## Histoire
La gare de Karuizawa a été inaugurée le 1er décembre 1888.

## Service des voyageurs

### Accueil
La gare dispose d'un bâtiment voyageurs, avec guichets, ouvert tous les jours de 6h15 à 22h20.

### Desserte

#### JR East
- Ligne Shinkansen Hokuriku :
  - voies 1 et 2 : direction Nagano, Toyama, Kanazawa et Tsuruga
  - voies 3 et 4 : direction Takasaki et Tokyo

#### Shinano Railway
- Ligne Shinano Railway :
  - voies 1 et 2 : direction Komoro, Ueda, Shinonoi et Nagano

### Intermodalité
Vous pouvez prendre le bus express pour Tokyo et prendre le bus à Karuizawa et Yokokawa.

#### Bus
- Kusakaru Kotsu :
  - pour Kusatsu Onsen
- pour la gare de Naganohara-Kusatsu-guchi
- Seibu Kanko Bus :
  - pour Kusatsu Onsen
  - pour Manza Onsen
  - pour Kusatsu Shirane-san
- JR Bus :
  - pour la gare de Yokokawa

#### Bus longue distance
- pour la gare d'Ikebukuro et la gare de Shinjuku
- pour la gare de Shibuya
- pour la gare d'Osaka